# سوبا مودو
سوبا مودو (بالإنجليزية: Supa Modo) هو فيلم درامي تم إنتاجه دوليًا عام 2018، من إخراج ليكاريون وينينا. تم عرضه لأول مرة في الدورة 68 لمهرجان برلين السينمائي الدولي. تم اختياره ممثلا لكينيا لأفضل فيلم بلغة أجنبية في حفل توزيع جوائز الأوسكار الحادي والتسعون، لكنه لم يتم ترشيحه. 

## القصة
جو فتاة صغيرة تعيش في قرية صغيرة في كينيا. حلمها أن تصبح بطلة خارقة، لكن طموحاتها يُعيقها مرضها. تخطط القرية بأكملها لخطة عبقرية بهدف تحقيق أمنيتها.

## خلفية
تم إنتاج الفيلم كجزء من مشروع ورشة عمل (One Fine Day Films)، والذي يمنح صانعي الأفلام الأفارقة الفرصة للتعلم من الموجهين وإنشاء قصصهم للجمهور الدولي. أسس المشروع توم تيكوير وماري شتاينمان. تشمل الأفلام الأخرى الناتجة عن ورش العمل المذكورة: كاتي كاتي ونيروبي..هاف لايف وشيء ضروري وسول بوي.

## المهرجانات
عُرض الفيلم لأول مرة في العالم في الدورة 68 لمهرجان برلين السينمائي الدولي في فئة «أجيال»[بحاجة لمصدر]

## روابط خارجية
- سوبا مودو على موقع IMDb (الإنجليزية)
- سوبا مودو على موقع قاعدة بيانات الفيلم (الإنجليزية)
- سوبا مودو على موقع ليتربوكسد (الإنجليزية)
- سوبا مودو على موقع كينوبويسك (الروسية)